# Teleangectasia
La teleangectasia è la dilatazione cronica di capillari o venule superficiali in assenza di angiogenesi.

## Storia
Teleangectasia deriva dal prefisso greco tel (fine) e dai termini greci angos (vaso sanguigno) ed ektasis (espansione).

## Eziologia
La maggior parte delle teleangectasie è di tipo idiopatico ovvero senza alcuna causa apparente. In molti casi compaiono in associazione a processi morbosi dell'epidermide di ordine congestizio, infiammatorio, degenerativo; quindi è frequente osservarle in molte dermatosi.
Sono quindi numerose le condizioni ereditarie o congenite che si associano a telangiectasia cutanea.

### Condizioni congenite
- Sindrome di Klippel-Trenaunay
- Sindrome di Maffucci (encondromi ed emangiomi multipli)
- Teleangectasia emorragica ereditaria (sindrome di Rendu-Osler-Weber)
- Atassia-teleangectasia
- Sindrome di Sturge-Weber (presenza di nevi cutanei, in genere sul viso, associati a macchie di colore vino porto, glaucoma, angiomi meningei e ritardo mentale).

### Condizioni acquisite
- Sindrome di Cushing
- Cirrosi epatica

## Clinica
Assumono generalmente l'aspetto di arborescenze sinuose di colore rosso vivo o rosso-bluastro e divengono visibili sulla cute.